# Janssens tegen Peeters
Janssens tegen Peeters is een Belgische film uit 1940 geregisseerd door Jan Vanderheyden. Het scenario van de film maakte hij samen met Edith Kiel. In 1952 richtte hij samen met haar de Antwerpse FilmOnderneming "AFO" op. Het motto van Edith Kiel, ingegeven vanuit commerciële overwegingen, was: "de mensen doen lachen". 
De cast werd samengesteld uit een selectie van de toenmalige, populaire acteurs, zoals Charles Janssens, Nand Buyl..., de generatie acteurs vóór Jan Decleir. 
Het is de eerste keer dat we Charel Janssens in de hoofdrol van een door Jan Vanderheyden geregisseerde film zien, hiervoor werkte hij al tweemaal met hem samen. Doordat de film zoveel succes had werd er nog hetzelfde jaar een vervolg eraan gebreid met als titel "Janssens en Peeters dikke vrienden".  

## Het verhaal
Bij de verloving van Wieske en Fred komt er protest van de toekomstige schoonouders. Wieskes moeder wenst haar dochter niet in het huwelijk te zien treden met de zoon van een cafébaas. De moeder van Fred vindt haar zoon te goed om met de bakkersdochter te trouwen. Het aanstaande koppel trekt zich van de mening van hun ouders weinig aan, maar de situatie escaleert.

## Rolverderling
| Acteur              | Personage               |
| ------------------- | ----------------------- |
| Charles Janssens    | Tist Peeters            |
| Louisa Lausanne     | Melanie Peeters         |
| Jef Bruyninckx      | Tony Peeters            |
| Toontje Janssens    | Grootvader Peeters      |
| Pol Polus           | Stan Janssens           |
| Nini De Boël        | Juliette Janssens       |
| Martha Dua          | Simonne Janssens        |
| Louisa Colpeyn      | Wieske Peeters          |
| Gaston Smet         | Fred Janssens           |
| Nand Buyl           | Polleke                 |
| Serre Van Eeckhoudt | Oom Frans               |
| Helena Haak         | Tante Net               |
| Fred Engelen        | Zangleraar              |
| Mitje Peenen        | Marie meid van Janssens |
| Lily Vernon         | Juffrouw Anna           |